# Hyposidra agrealesaria
Hyposidra agrealesaria är en fjärilsart som beskrevs av Walker 1860. Hyposidra agrealesaria ingår i släktet Hyposidra och familjen mätare. Inga underarter finns listade i Catalogue of Life.